# Covellin
Covellin (psáno také kovelín) je vzácný šesterečný minerál, chemicky sulfid (sirník) měďnatý – CuS.

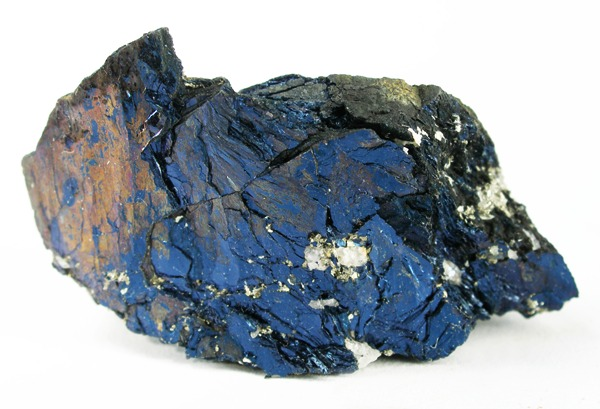
Krystalický covellin

## Charakteristika
Fyzikální vlastnosti: tvrdost: 1,2–2, hustota: 4,58 g/cm³, štěpnost: dokonalá, krystalografická soustava: hexagonální (šesterečná)
Optické vlastnosti: lesk: kovový, Minerál je indigově modrý, místy s náběhem do hnědé. Vryp je černošedý. Povětšinou se vyskytuje v celistvých agregátech, vzácněji tvoří tenké tabulkovité krystaly.
Chemické vlastnosti: složení: Cu 66,46 %; S 33,54 %

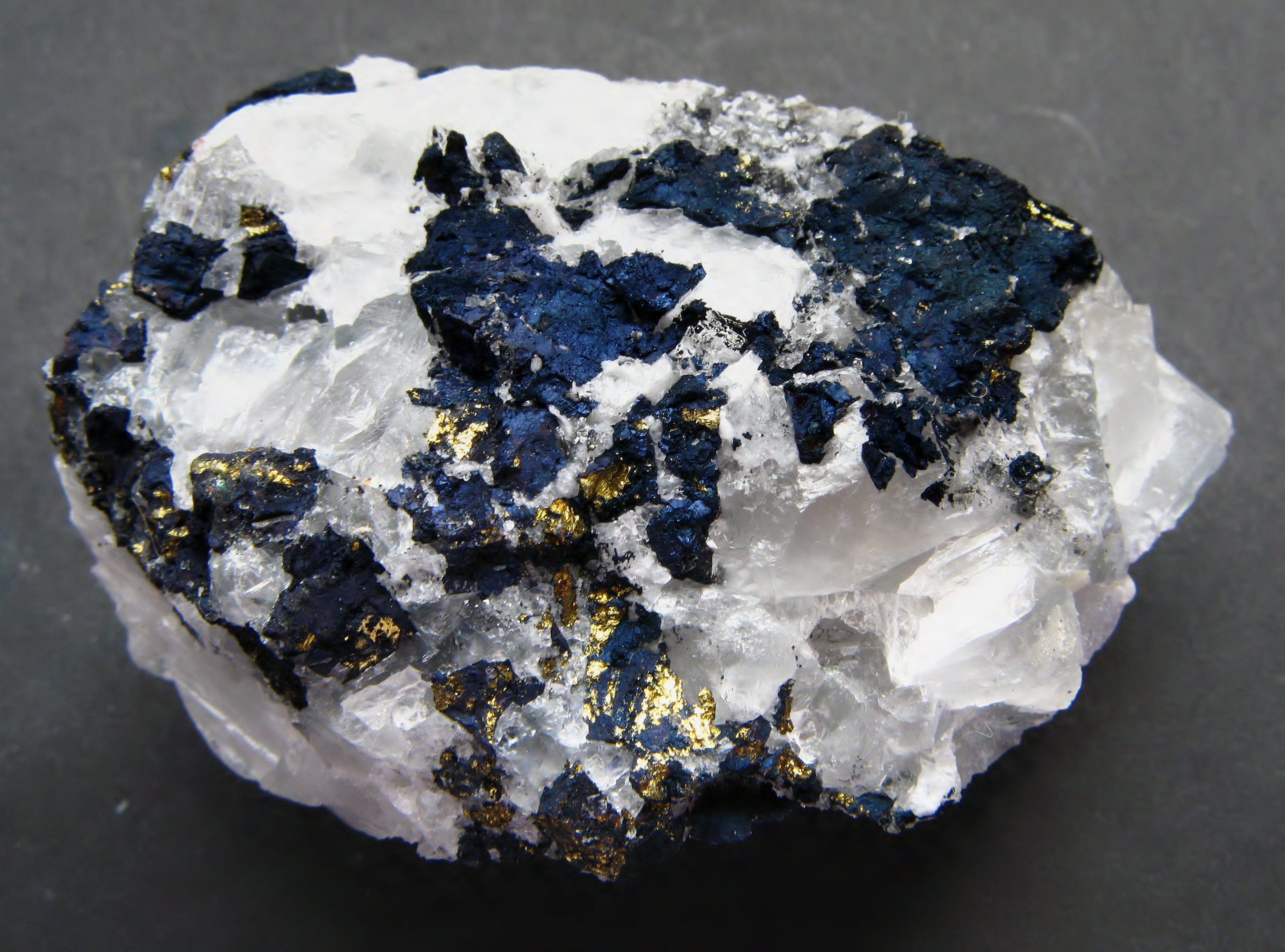
Kusový covellin

## Výskyt
Jedná se o vzácně se vyskytující minerál, nejčastěji na cementačních ložiskách mědi, či jiných měděných rud. Jeho výskyt je tedy často vázán na jiné minerály, samostatně je nalézán vzácněji. Objevuje se i na sedimentačních ložiskách.
V ČR se nachází pouze v Horních Vernéřovicích. Výskyt ve světě: USA (Montana, Alaska, Arizona), Namibie, Španělsko, Srbsko.

## Ekonomický význam
Covellin obsahuje až 66 % Cu, ale jako měděná ruda není kvůli vzácnému výskytu těžen. Pro svou indigově modrou barvu je vyhledáván sběrateli minerálů.